# Ha zajt akartok!
A Ha zajt akartok! a Tankcsapda 1999-ben megjelent hatodik stúdióalbuma. Az előző nagylemez kísérletező megközelítése után a Ha zajt akartok! albumon a címmel összhangban visszatértek a jól ismert Tankcsapda hangzáshoz, a punkos nyers rockzenéhez. Az album három évvel később, 2002-ben vált aranylemezzé.
A Ha zajt akartok! volt az első album, melyet a Sony Music számára készített az együttes. A Buzsik Györgyöt váltó Elek Ottó dobos játéka egyedül ezen a lemezen hallható a Tankcsapda tagjaként.
Videóklipet három dalhoz forgattak: "Szabadon", "Fiúk ölébe lányok", "Törölköző teniszütőkkel".

## Az album dalai
1. Szabadon – 2:37
2. Fiúk ölébe lányok – 3:41
3. Pazarol a világ – 3:10
4. Szívbörtön – 3:29
5. Sovány vigasz – 2:32
6. Tiszta fejjel – 5:49
7. A zene a minden – 3:36
8. Valaki, aki vagy – 3:46
9. Nincs, nem – 3:57
10. A 3 grácia – 2:58
11. Törölköző teniszütőkkel – 2:34
12. Minden szinten (az Európa Kiadó "3 Judit 4 Zsuzsa" c. dalának átdolgozása) – 2:45

## Közreműködők
- Lukács László – basszusgitár, ének
- Molnár "Cseresznye" Levente – gitár
- Elek Ottó – dobok
- Jiling P. Jácint és Scheer "Max" Viktor – csordavokál
- Lukács Levente – szaxofon a "Minden szinten" c. dalban
- Garami Gábor – narráció a "Nincs, nem" c. dalban

## Eladási minősítések
| Ország       | Eladási minősítés (2002) | Példányszám |
| ------------ | ------------------------ | ----------- |
| Magyarország | arany                    | 15 000+     |